# Mark Harris
Thomas Mark Harris (ur. 29 grudnia 1998 w Swansea) – walijski piłkarz występujący na pozycji napastnika w Oxford United. 

## Kariera klubowa
Swoją karierę rozpoczął w wieku juniorskim w zespole Cardiff City, do którego pierwszej drużyny został włączony w sezonie 2016/2017. W Championship swój pierwszy mecz rozegrał 22 kwietnia 2017 przeciwko Wigan Athletic (0:0). W sezonie 2018/2019 grał na wypożyczeniu w zespołach League Two – Newport County oraz Port Vale, zaś w sezonie 2019/2020 był wypożyczony do Wrexhamu z National League. Następnie wrócił do Cardiff, a 28 listopada 2020 w wygranym 4:0 pojedynku z Luton Town strzelił swojego pierwszego gola w Championship. Barwy Cardiff reprezentował do końca sezonu 2022/2023, a następnie odszedł z klubu po wygaśnięciu umowy.
11 lipca 2023 podpisał kontrakt z zespołem Oxford United z League One.

## Kariera reprezentacyjna
W reprezentacji Walii zadebiutował 5 września 2021 w wygranym 3:2 meczu el. do MŚ 2022 z  Białorusią.
W 2022 został powołany do kadry na mistrzostwa świata, nie zagrał jednak na nich w żadnym meczu, a Walia zakończyła turniej na fazie grupowej.